# Ryt szwedzki

St George's Cross

Ryt szwedzki – wolnomularski ryt obowiązujący w Szwecji, Norwegii, Danii, Islandii, Finlandii oraz w zreformowanej wersji w Niemczech. Został opracowany w drugiej połowie XVIII w. w Szwecji na bazie różnych obrządków europejskich, zwłaszcza Ścisłej Obserwy. Ryt ma charakter ponadkonfesyjny, chrześcijańsko-mistyczny oraz rycerski. Jezusa Chrystusa uważa się w nim za Najwyższego Mistrza i Prawdziwego Rycerza, a członkostwo zarezerwowane jest wyłącznie dla chrześcijan. W rycie szwedzkim pracują Den Svenske Frimurerorden, Den Norske Frimurerorden, Den Danske Frimurerorden, Frímúrarareglan á Íslandi oraz Große Landesloge der Freimaurer von Deutschland - Freimaurerorden.

## Stopnie
- Stopnie Św. Jana (Rzemieślnicze)
- I Uczeń
- II Czeladnik
- III Mistrz
- Stopnie Św. Andrzeja (Szkockie)
- IV–V Uczeń/Czeladnik św. Andrzeja
- VI Mistrz Św. Andrzeja
- Stopnie kapitularne
- VII Doskonały Brat / Rycerz Wschodu i Jerozolimy
- VIII Najdoskonalszy Brat / Powiernik Salomona, Rycerz Zachodu
- IX Oświecony Brat / Powiernik Lóż św. Jana
- X Bardzo Oświecony Brat / Powiernik Lóż św. Andrzeja, Rycerz Purpurowej Wstęgi
- X:2 Bardzo Oświecony Brat, Powiernik Doskonałych Stopni Kapitularnych (stopień historyczny)
- Na szczycie systemu znajduje się:
- XI Najbardziej Oświecony Brat, Rycerz Komandor Czerwonego Krzyża
- XI:2 Najbardziej Oświecony Brat, Rycerz Komandor Doskonałych Stopni Kapitularnych (stopień historyczny)